# 전주서원초등학교
전주서원초등학교는 대한민국 전북특별자치도 전주시에 있는 공립 초등학교이다.

## 학교 연혁
- 1989. 08. 05 전주서원초등학교 설립인가
- 1990. 03. 06 전주서원초등학교 개교(28학급)
- 1996. 09. 01 교생 실습 시범학교 운영(4년 6개월)
- 2000. 11. 22 병설유치원 설립인가
- 2001. 02. 20 제11회 253명 졸업(총 4,816명)
- 2001. 03. 01 36학급 편성(1428명)
- 2001. 03. 12 병설유치원(2학급) 개원
- 2002. 02. 18 제12회 260명 졸업(총 5,076명)
- 2002. 03. 01 37학급 편성(1,399명)
- 2003. 02. 20 제13회 졸업 244명 졸업(누계 5,320명)
- 2003. 03. 01 제5대 송명 교장 부임
- 2003. 03. 01 36학급 1329명
- 2004. 02. 19 제14회 졸업 291명 졸업(누계 5,611명)
- 2004. 03. 01 34학급편성 1247명
- 2005. 02. 18 제15회 졸업 241명(총 5,831명)
- 2005. 03. 02 36학급 편성 1251명
- 2005. 08. 31 송명 교장선생님 퇴임
- 2005. 09. 01 제6대 김문수 교장선생님 취임
- 2006. 02. 17 제16회 졸업 235명(총 6,066명)
- 2006. 03. 02 36학급 편성 1168명
- 2007. 02. 15 제17회 235명 졸업(총 6,301명)
- 2007. 03. 01 34학급 편성(유치원 3학급)
- 2008. 02. 15 제18회 250명 졸업(총 6,551명)
- 2008. 02. 28 제6대 김문수 교장선생님 퇴임
- 2008. 03. 01 제7대 윤석례 교장선생님 취임
- 2008. 03. 01 33학급 편성 1040명
- 2009. 02. 13 제19회 179명 졸업(총 6,730명)
- 2009. 03. 01 32학급 편성 1015명
- 2010. 02. 10 제20회 208명 졸업(총 6,938명)
- 2010. 03. 01 32학급 편성 963명
- 2011. 02. 18 제21회 192명 졸업(총 7,130명)
- 2011. 03. 01 30학급 편성 854명
- 2012. 02. 10 제22회 162명 졸업(총 7,292명)
- 2012. 03. 01 27학급 편성 754명
- 2012. 08. 31 제7대 윤석례 교장 퇴임
- 2012. 09. 01 제8대 최규성 교장 취임
- 2013. 02. 15 제23회 192명 졸업(총 7,484명)
- 2013. 03. 01 24학급 편성 652명
- 2014. 02. 12 제24회 149명 졸업(총 7,633명)
- 2014. 03. 01 22학급 편성 585명
- 2014. 09. 01 제9대 박영배 교장 취임
- 2015. 02. 13 제25회 105명 졸업(총 7,738명)
- 2015. 03. 01 21학급 편성 559명

## 참고 자료
- 전주서원초등학교 - 한국교육학술정보원 학교알리미